# 올리버 골드스미스
올리버 골드스미스(영어: Oliver Goldsmith, 1730년 11월 10일 ~ 1774년 4월 4일)는 앵글로아일랜드인 소설가, 극작가, 시인으로 소설 《웨이크필드의 목사》 (1766년), 목회시 《황폐한 마을》 (1770년), 희곡 《선심꾼》 (1768년), 《그녀는 정복하기 위해 굴복한다》 (1771년, 1773년 초연)으로 가장 잘 알려져 있다.

## 종교적 신념
골드스미스는 성공회 신자였고, 유명한 말에 의하면 "나는 구두공에게서 신발을 빼앗고, 테일러에서 코트를 벗을 때, 그래서 나는 신부에게서 나의 종교를 빼앗는다."
토마스 허스트는 골드스미스가 신의 존재와 애정을 기쁨으로 인정했다고 썼다. 또한 기독교의 계시를 위해 그는 항상 그것이 우리의 최고의 희망과 가장 고귀한 기대의 원천이라는 것을 아는 깊은 존경심을 가지고 있는 것으로 이해되었다.